# Johann Baptist Baltzer

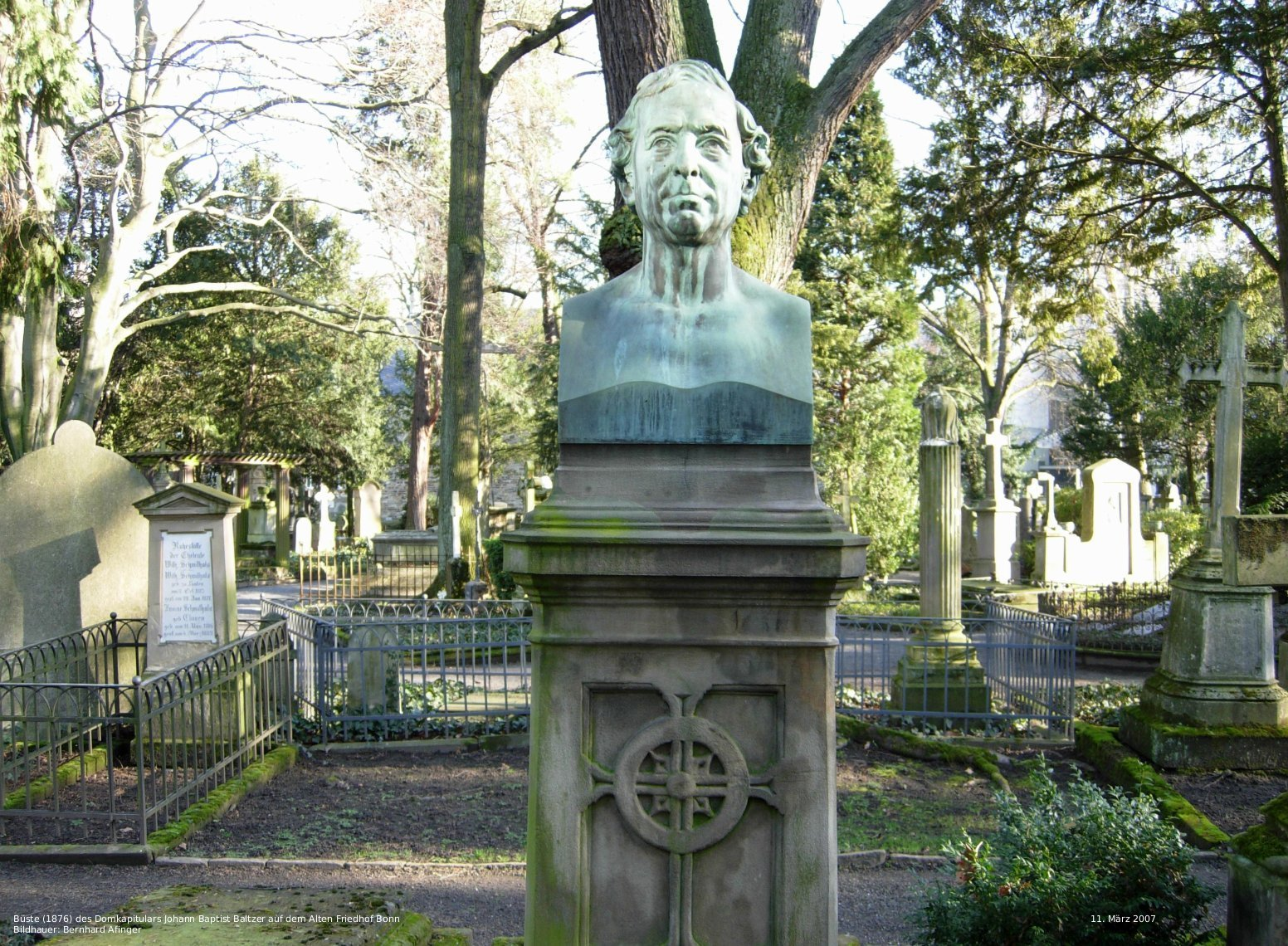
Büste (1876) des Domkapitulars Johann Baptist Baltzer auf dem Alten Friedhof Bonn, von Bernhard Afinger

Johann Baptist Baltzer, auch Johannes Baptista Baltzer, (* 16. Juni 1803 in Andernach; † 1. Oktober 1871 in Bonn) war ein katholischer Theologe und bedeutender Dogmatiker, der sich gegen Ende seines Lebens der alt-katholischen Bewegung anschloss.

## Leben
Seine Gymnasialbildung erhielt Baltzer am Katholischen Gymnasium zu Köln. Er studierte von 1823 bis 1827 unter Georg Hermes an der Universität Bonn katholische Theologie. 1829 wurde er zum Priester geweiht, 1830 an der theologischen Fakultät München auf Grund der beiden Dissertationen Über die Freiheit des menschlichen Willens und Urzustand der ersten Stammeltern mit Erlassung der mündlichen Prüfung zum Doktor der Theologie promoviert. Im selben Jahr wurde er außerordentlicher Professor, ein Jahr später ordentlicher Professor für Dogmatik in Breslau, 1843 geistlicher Rat des Konsistoriums. 
Als Reaktion auf eine Predigt des Königlichen Konsistorialrats, Superintendenten und Erstem Prediger an der Hofkirche zu Breslau, Ludwig Falk, verfasste Baltzer 1844 Das christliche Seligkeitsdogma. 1846 wurde er unter Fürstbischof Melchior von Diepenbrock residierender Domherr an der Kathedrale, 1860 Domscholastikus.
Nachdem er die Lehren des Wiener Theologen Anton Günther, dessen Schriften 1857 auf den Index der von der katholischen Kirche verbotenen Schriften gesetzt wurden, 1853 verteidigt hatte und auch weiterhin nach 1859 indizierten Schriften Günthers gelehrt hatte, wurde ihm am 17. April 1860 durch Heinrich Förster die kirchliche Lehrerlaubnis (missio canonica) entzogen.
Im Jahre 1870 erklärte er sich gegen das Dogma der Päpstlichen Unfehlbarkeit und schloss sich der Altkatholischen Bewegung an. Den gläubigen Protestantismus bezeichnete er hingegen als „liebenswürdige Inkonsequenz“.
Durch den Fürstbischof Heinrich Förster wurde er 1870 suspendiert, nachdem er die Nürnberger Erklärung gegen die Unfehlbarkeit des Papstes unterzeichnet hatte. Ihm wurden damit alle kirchlichen Ämter und Einkünfte gesperrt (suspensio ab ordine et beneficio). Er wurde vom königlichen preußischen Disziplinarhof von der auf Wunsch des Fürstbischofs durch den Kultusminister erfolgten Anklage wegen Verletzung der Dienstpflichten freigesprochen, blieb aber weiterhin ohne kirchlichen Lehrauftrag. Trotz des päpstlichen Wunsches der Lehramtsaufgabe blieb er Mitglied der Katholisch-theologischen Fakultät der Universität Breslau und starb am 1. Oktober 1871 in Bonn.

## Schriften
- Das christliche Seligkeitsdogma, nach katholischem und protestantischem Bekenntnisse. Auf Veranlassung und Provocation der Herren: Consistorialrath und Superintendent Falk, Professor Lic. Suckow und Senior Krause. Kupferberg, Mainz 1844.
- Das christliche Seligkeitsdogma, eine Streitschrift. 2. Auflage. Mainz 1844, als Fortsetzung dieser Schrift.
- Theologische Briefe. Mainz 1844 und Breslau 1845.
- mit D. Latussek, Dr. Ritter, Gärth, [Emanuel Joseph] Elsler, Dr. Förster, [Karl August Wilhelm] Baron von Plotho, [Joseph] Neukirch, Dr. Herber, [Joseph] Freiß, Dr. [Joseph] Sauer und [Aloys] Wache: Das Breslauer Domkapitel gegen den „Erlaß des evangelischen Oberkirchenraths vom 29. Juli 1852“. G. Ph. Aderholz, Breslau 1852.[7]
- Neue theologische Briefe an Anton Günther. Mainz und Breslau 1853.
- Über die Anfänge der Organismen und die Urgeschichte des Menschen. 4. Auflage. Paderborn 1873.
- Die biblische Schöpfungsgeschichte. 2 Bände. Leipzig 1867–1872.